# 王树权
王树权（1956年9月—），男，汉族，辽宁锦西人，中华人民共和国政治人物，曾任哈尔滨工业大学党委书记。中共十九大代表。